# Mikael Rafili
Mikael Hasan oglu Rafili (en russe : Микаэль Гасан оглы Рафили, en azéri : Mikayıl Həsən oğlu Rəfili Mikayıl Həsən oğlu Rəfili), né le 12 avril 1905 (25 avril dans le calendrier grégorien) dans le village de Borsunlu, actuellement dans le raïon de Goranboy en Azerbaïdjan, mort le 26 avril 1958, à Bakou, est un poète azerbaïdjanais et soviétique, historien de la littérature et critique littéraire, docteur ès lettres (1947) . 

## Biographie
Mikael Rafili est né en 1905 dans le village de  Borsunlu, dans le gouvernement d’Elizavetpol. Il est diplômé de l'Université d'État de Moscou en 1930. 
Adepte du vers libre dans son œuvre poétique, il publie les recueils Fenêtre  («Окно»,1929), Une nouvelle histoire («Новая история», 1934), Grue («Журавль»,1936). 
Il traduit les œuvres de Johann Wolfgang von Goethe, Honoré de Balzac, Léon Tolstoï, Victor Hugo, Émile Verhaeren Vladimir Maïakovski, Alexandre Blok.  
Son œuvre d'historien de la littérature est consacrée notamment à Nizami , Fuzûlî , Mirza Fatali Akhundov. Il publie en 1958 un manuel, Introduction à la théorie de la littérature («Введение в теорию литературы»). Il est également l'auteur de plusieurs articles sur l'histoire de la littérature occidentale, et d'ouvrages sur Vladimir Maïakovski, Maxime Gorki, ou Alexandre Serafimovitch. 
En 1936, il soutint sa thèse sur Les occidentalisants turcs. Contribution à la question des influences russes et occidentales sur la littérature azerbaïdjanaise dans la première moitié du XIXe siècle. 
Il est arrêté en 1937, et exclu de l'Union des écrivains de l'Azerbaïdjan le 25 avril 1937 pour « avoir diffusé en littérature des idées contre-révolutionnaires et pan-turque ..., s'être opposé farouchement à la poésie populaire azerbaïdjanaise, et avoir défendu les tendances formalistes ». Il est accusé d'avoir participé au centre uni pansoviétique («Всесоюзный объединенный центр»), qui aurait été créé en 1934 et dirigé par Tourar Ryskoulov (ru). Il a été libéré en 1939 et réintégré au sein de l'Union des écrivains.